# Too Bad You’re Beautiful
Too Bad You’re Beautiful – studyjny album metalcore'owej grupy From Autumn to Ashes wydany 21 czerwca 2001 roku przez Ferret Records. Zarejestrowano na nim 47 minut i 52 sekundy hardcorowej muzyki. Producentem płyty jest Adam Dutkiewicz z zespołu Killswitch Engage. 8 marca 2005 roku nastąpiła reedycja tego albumu z utworami demo z "Sin, Sorrow and Sadness".

## Lista utworów z 2001r.
1. "The Royal Crown -vs.- Blue Duchess"  – 3:58
2. "Cherry Kiss"  – 3:42
3. "Chloroform Perfume"  – 4:29
4. "Mercury Rising"  – 0:49
5. "Capeside Rock"  – 4:04
6. "Take Her to the Music Store"  – 5:18
7. "The Switch"  – 4:16
8. "Reflections"  – 7:30
9. "Eulogy for an Angel"  – 4:18
10. "Short Stories With Tragic Endings"  – 9:24

### Bonusy dodane w 2005r.
1. "A Reflection of Anguish on a Face So Innocent"
2. "Trapped Inside the Cage of My Soul"
3. "A Lie Will Always Defeat the Truth"
4. "IV"

## Twórcy
- Benjamin Perri – wokal
- Francis Mark – perkusja i wokal
- Scott Gross – gitara
- Brian Deneeve – gitara
- Mike Pilato – bass